# Greg Hunt
Pour les articles homonymes, voir Hunt.
Gregory Andrew "Greg" Hunt, né le 18 novembre 1965, est un homme politique australien.

## Biographie
Il est ministre de l'Environnement sous le gouvernement de Tony Abbott. Il n'a pourtant pas de compétence ou de sensibilité écologique selon le journal Le Monde, et ne se rend pas à la conférence de l'ONU sur le climat de novembre 2013.